# Língua bósnia
A língua bósnia (pronúncia em português: [ˈlĩgwɐ ˈbɔznjɐ], bosanski/босански; [bɔ̌sanskiː]) é a norma culta de uma variante do servo-croata usado principalmente pelos bósnios. O bósnio é uma das três línguas oficiais da Bósnia e Herzegovina, junto com o croata e o sérvio, e também uma língua regional ou minoritária reconhecida oficialmente na Sérvia, Montenegro, e na República do Kosovo.
Os bósnios usam ambos os alfabetos, o latino e o cirílico, com o latino sendo usado no cotidiano. É notável dentre as variedades do servo-croata o número de palavras emprestadas do árabe, turco otomano e do persa, principalmente devido a interação da língua com estas culturas através das ligações com o Islã.
O bósnio é baseado no muito difundido dialeto servo-croata, shtokaviano, mais especificamente no herzegovino oriental, que é também a base do croata, sérvio, e montenegrino. Até a dissolução da Iugoslávia, elas foram tratadas como uma única língua servo-croata, e este termo é ainda usado em inglês para classificar a base comum (vocabulário, gramática e sintaxe) do que são hoje, oficialmente, quatro línguas nacionais, embora este termo seja polêmico para os falantes nativos, e paráfrases como "Servo-Croata-Bósnio" (SCB) ou "Bósnio-Croata-Sérvio" (BCS) são algumas vezes usadas em vez disso, especialmente em círculos diplomáticos.

## História

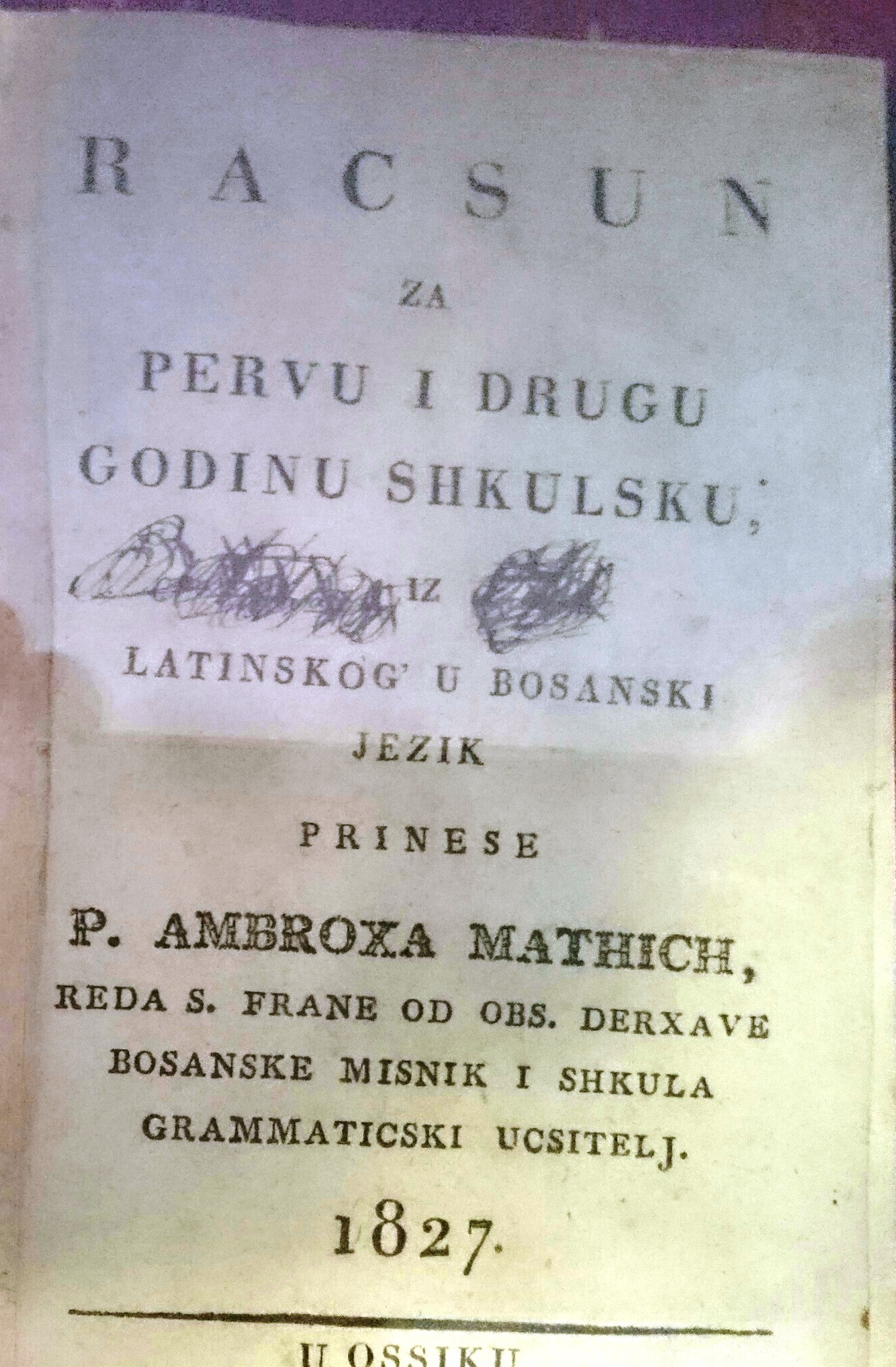
Livro escolar de Latim e Bósnio, 1827

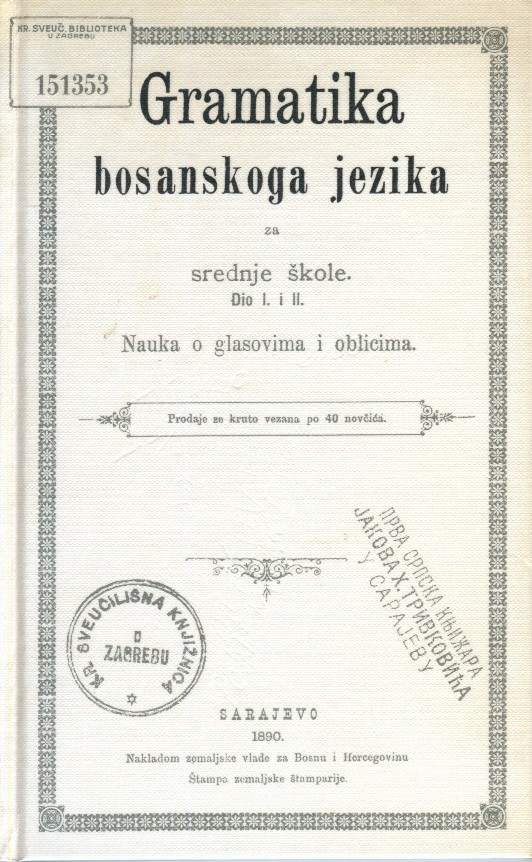
Gramática Bósnia, 1890

### Padronização

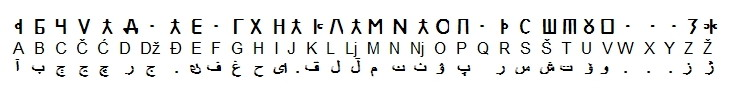
Antigos alfabetos bósnios: bosančica (1ª linha) e arebica (3ª linha), comparados com o latinica contemporâneo (2ª linha)

Embora os bósnios sejam, no nível da língua coloquial, linguisticamente mais homogêneos do que sérvios ou croatas, ao contrário destas nações, eles falharam em codificar uma norma culta no século XIX, com no mínimo dois fatores sendo decisivos:
- A elite bósnia, como intimamente entrelaçada com a vida otomana, escreveu predominantemente em línguas estrangeiras (turco, árabe, persa).[16] Literatura em vernáculo, escrita em bósnio, com a escrita arebica foi relativamente tênue e escassa.
- A emancipação nacional dos bósnios ficou para trás dos sérvios e croatas, e por causa confessional do que questões culturais ou linguísticas jogadas no papel central, um projeto de língua bósnia não despertou muito interesse ou suporte dentre os intelectuais da época.

A literatura do chamado "Renascimento bósnio" no início do século XX foi escrito em um idioma que próximo a norma culta croata do que do sérvio: foi um dialeto shtokaviano ocidental com um acento ijekaviano e usado uma escrita latina, mas tinha traços léxicos reconhecíveis. Os principais autores foram o polímata, político e poeta Safvet-beg Bašagić e o contador de histórias Edhem Mulabdić.
A norma culta bósnia moderna tomou forma nos anos 1990 e 2000. Lexicalmente, as palavras emprestadas orientais islâmicas estão se tornando mais frequentes; foneticamente o fonema /x/ (letra h) é restabelecido em muitas palavras com um destaque distinto da fala bósnia e a tradição da língua; há também algumas mudanças na gramática, morfologia e ortografia que refletem a tradição literária bósnia pré-Primeira Guerra Mundial, principalmente para a Renascença bósnia do início do século XX.

### Galeria

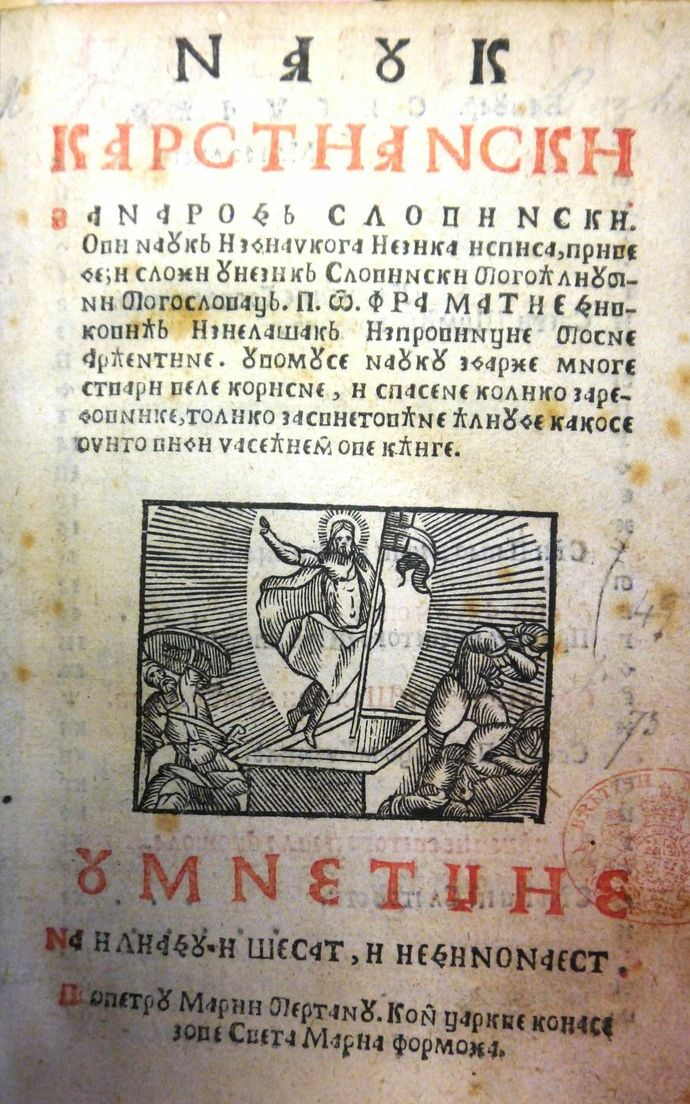
Nauk krstjanski za narod slovinski, por Matija Divković, o primeiro livro bósnio impresso. Publicado em Veneza, 1611
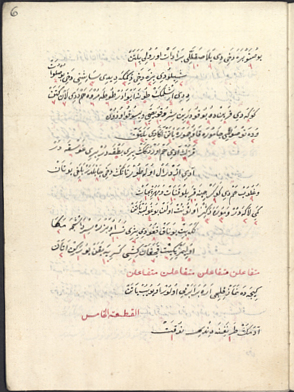
Dicionário bósnio por Muhamed Hevaji Uskufi Bosnevi, 1631
- A Vontade Livre e os Atos de Fé , manuscrito do início do século XIX
- O Livro Bósnio da Ciência da Conduta por 'Abdulwahāb b.' Abdulwahāb Žepčewī, 1831
- Gramática Bósnia, 1890

### Controvérsia e reconhecimento

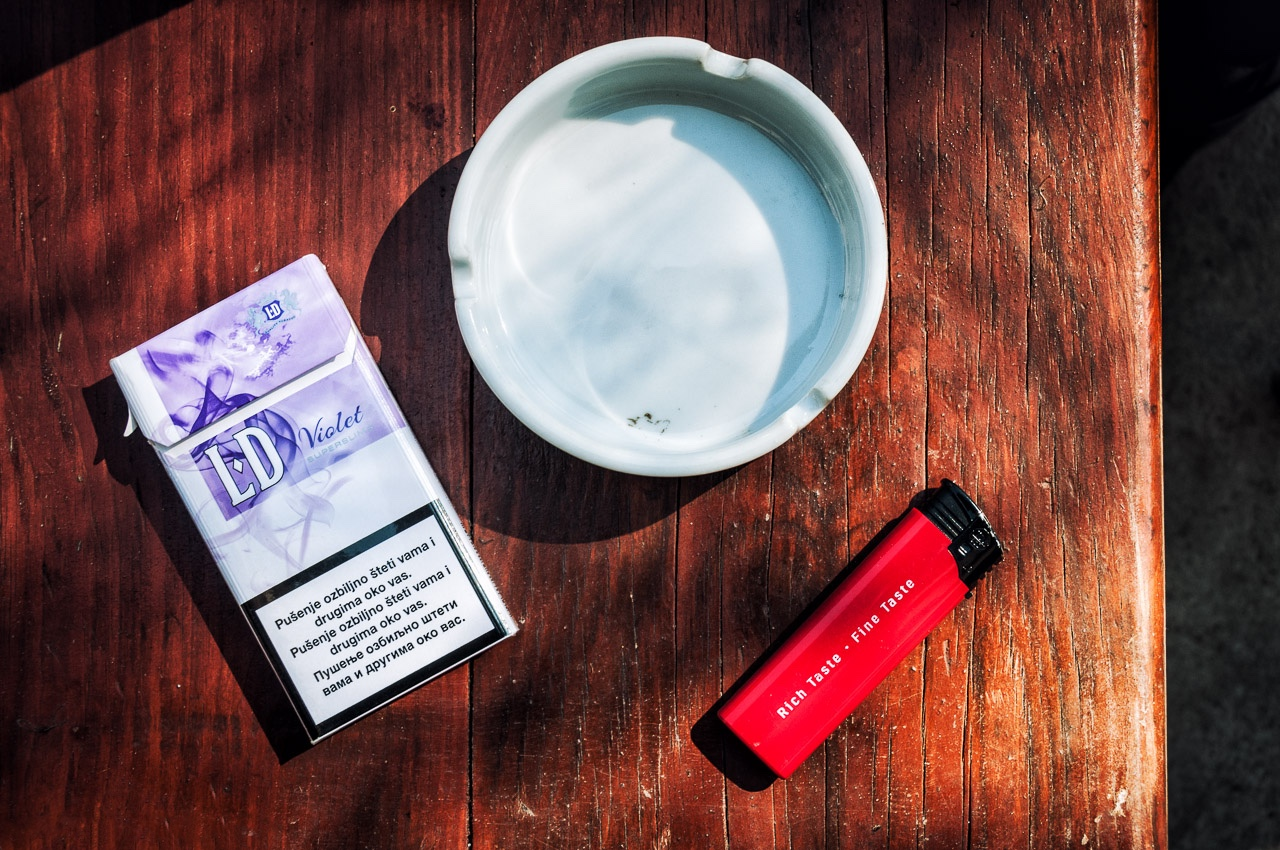
Uma advertência de cigarro "Fumar prejudica-lhe seriamente e a outras pessoas ao seu redor", ostensivamente em três línguas. As versões "bósnia" e "croata" são idênticas e a "sérvia" é uma transliteração da mesma.

O nome "língua bósnia" é uma questão controversa para os mesmos croatas e sérvios, que se referem a ela como a língua "bosníaca" (em servo-croata:  bošnjački / бошњачки; [bǒʃɲaːtʃkiː]). Linguistas bósnios, contudo, insistem que o único nome legítimo é língua "bósnia" (bosanski), e que este é o nome que ambos, croatas e sérvios devem usar. A controvérsia surge porque o nome "bósnio" deve parecer indicar que esta é a língua de todos os bósnios, enquanto croatas bósnios e sérvios rejeitam esta designação para seus idiomas.
A língua é chamada língua bósnia no Acordo de Dayton em 1995 e é concluído pelos observadores que têm recebido legislação e reconhecimento internacional na época.
A Organização Internacional para Padronização (ISO), United States Board on Geographic Names (BGN), e o Permanent Committee on Geographical Names (PCGN) reconhecem a língua bósnia.
Além disso, o status da língua bósnia é também reconhecido por corpos como a ONU, UNESCO, e tradução e interpretação de agências de acreditação, incluindo serviços de tradução da internet.
Muitas enciclopédias em língua inglesa (Routledge, Glottolog, Ethnologue, etc.) registram a língua unicamente como língua "bósnia". A Biblioteca do Congresso dos EUA registrou a língua como "bósnia" e deu a ela um número-ISO. Os institutos de língua eslava nos países falantes de inglês oferecem cursos em "bósnio" ou língua "bósnia/croata/sérvia", não como língua "bosníaco" (por exemplo, Columbia, Cornell, Chicago, Washington, Kansas). A mesma coisa ocorre nos países falantes de alemão, onde a língua é ensinada sob o nome Bosnisch, e não Bosniakisch (por exemplo, Viena, Graz, Trier) com muito poucas exceções.
Alguns linguistas croatas (Zvonko Kovač, Ivo Pranjković, Josip Silić) apoiam o nome língua "bósnia", enquanto que outros (Radoslav Katičić, Dalibor Brozović, Tomislav Ladan) defendem que o termo língua bósnia é o único apropriado e que consequentemente os termos língua bósnia e língua bosníaco se referem a duas coisas diferentes. As instituições de Estado croatas, como o Central Bureau of Statistics, usam ambos os termos: língua "bosníaca" foi usada no censo de 2001, enquanto que o censo de 2011 usou o termo língua "bósnia".
A maioria dos linguistas sérvios defendem que o termo língua bosníaco é o único apropriado, que foi concordado no início de 1990.
A forma original da Constituição da Federação da Bósnia e Herzegovina chamou a língua de "bosníaca", até 2002 quando ela foi mudada pela Emenda XXIX da Constituição da Federação por Wolfgang Petritsch. O texto original da Costituição da Federação da Bósnia e Herzegovina foi combinado em Viena, e foi assinado por Krešimir Zubak e Haris Silajdžić em 18 de março de 1994.
A constituição da Republika Srpska, a entidade dominada por sérvios dentro da Bósnia e Herzegovina, não reconhece outra língua ou grupo étnico diferente do sérvio. Bosníacos foram expulsos de seu território controlado pelos sérvios em 1992, mas imediatamente após a guerra eles exigiram a restauração de seus direitos civis nestes territórios. Os sérvios bósnios rejeitaram fazer referência a língua bósnia em sua constituição e como resultado tinha emendas constitucionais impostas pelo Alto Representante Wolfgang Petritsch. Contudo, a constituição de Republika Srpska se refere a ela como a língua falada pelos bosníacos, porque dos sérvios foi exigido reconhecer a língua oficialmente, mas desejaram evitar o reconhecimento deste nome.
A Sérvia inclui a língua bósnia como um assunto eletivo nas escolas primárias.
Montenegro oficialmente reconhece a língua bósnia: sua Constituição de 2007 especificamemente declara que, embora o montenegrino seja a língua oficial, sérvio, bósnio, albanês e croata são também de uso oficial.

## Diferenças entre bósnio, croata, montenegrino e sérvio
As diferenças entre os padrões literários bósnio, sérvio e croata são mínimas. Embora o bósnio empregue muitas palavras emprestadas do turco, persa e árabe - frequentemente chamado de orientalismos - ela é muito semelhante a ambos, sérvio e croata, em sua forma escrita e falada.